# 紅白スタージェスチャー
『紅白スタージェスチャー』（こうはくスタージェスチャー）は、1969年4月6日から同年7月13日までフジテレビ系列局で放送されていたフジテレビ製作のクイズ番組である。カンロの一社提供。放送時間は毎週日曜 19:00 - 19:30 （日本標準時）。
文字通り、芸能人が紅白それぞれのチームに分かれてジェスチャー合戦を行っていた。

## 司会
- 露木茂（フジテレビアナウンサー） - 本番組で初のゴールデンタイムの司会を経験した。次番組『モーレツ欲張りゲーム』でも引き続き司会を務めていた。
- 鷹亮子